# Merneith
Merneith (Meriet-Nit) fou una princesa, probablement reina de l'antic Egipte, dona de Djet amb quasi tota probabilitat i mare de Den. La possibilitat que fos germana de Djet no té gaires partidaris.
La tomba Y del cementiri d'Abidos (Umm al-Qa'ab) on es va trobar una estela amb la inscripció del seu nom transcrit com Merit-Neith (l'estimada de la deessa Neith) propera a la del seu marit Djet, però sembla que la tomba pertany a un mascle i que la seva vera tomba fou a Saqqara (mastaba 3503), on els segells esmenten Den.
Els experts suposen que el faraó Djet va morir després de governar durant uns deu anys i deixant un fill, Den, menor d'edat. No consta inclosa com a reina en totes les llistes: el segell trobat a Abidos per Petrie l'esmenta, però una peça similar del temps de Qa'a no en fa referència. El seu nom apareix en alguns recipients de fusta, en fragments de recipients de Saqqara, en un recipient de vori també a Saqqara i en una estatueta.
El fet de trobar la seva tomba a Abidos o a Saqqara, lloc reservat per els faraons, rodejada de les tombes dels funcionaris i artesans que formaven una cort i de 77 servents, fa pensar que Merit-Neith fou el tercer faraó de la I dinastia i la primera dona faraó. Se suposa que va deixar el poder al seu fill Den quan aquest va arribar a la majoria d'edat.